# Craterul Logoisk
Craterurl Logoisk  este un crater de impact meteoritic în Belarus în apropiere de orașul Lahojsk.

## Date generale
Acesta are 15 km în diametru și vârsta este estimată la 42,3 ± 1,1 milioane ani (Eocen). Craterul nu este expus la suprafață.